# Hymenogramme
Hymenogramme — рід грибів родини Polyporaceae. Назва вперше опублікована 1844 року.